# Kotoanyane
Kotoanyane ist eine Missionsstation im Distrikt Mohale’s Hoek im Königreich Lesotho.

## Lage
Der Ort liegt im Westen des Landes, direkt an der Grenze zum Distrikt Mafeteng und etwa 2 km östlich der Grenze zu Südafrika auf einer Höhe von ca. 1601 m. Im Umkreis des Ortes liegen die Orte Mokoroane (Süden) und Maboloka (Osten).

## Klima
Das Klima ist gemäßigt warm.